# Isabella von Hennegau
Isabella von Hennegau (franz.: Isabelle de Hainaut; lat.: Elizabeth) (* wohl am 23. April 1170 in Lille; † 15. März 1190 in Paris) war eine Königin von Frankreich aus dem Haus Flandern als erste Ehefrau König Philipps II. August. Sie war das älteste Kind Graf Balduins V. von Hennegau († 1195) und der Gräfin Margarete I. von Flandern († 1194).

## Leben

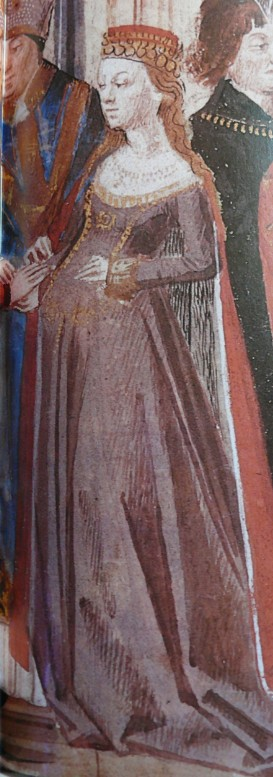
Isabella von Hennegau

Isabella wurde als Kleinkind 1171 mit dem zukünftigen Graf Heinrich II. von der Champagne verlobt. Auf Vermittlung ihres Onkels, Graf Philipp von Flandern, wurde sie dann aber 1179 mit dem gerade erst gekrönten König Philipp II. von Frankreich verlobt. Durch diese Verbindung mit dem Hause Flandern wollte Philipp von Flandern die Bindung des jungen Königs an die bisher am königlichen Hof dominierende Fraktion um die Königinmutter Adela von Champagne lösen und damit seinen eigenen Einfluss stärken. Isabellas Vater aber sträubte sich zunächst gegen diese Ehe, hatte die französische Krone doch die Stellung des gesamten Artois als Mitgift der Braut zur Bedingung gemacht, auf welches der Vater als designierter Erbe Graf Philipps nicht verzichten wollte. Erst auf das drängende Zureden Graf Philipps erteilte Balduin V. seine Zustimmung zur Ehe, so dass am 28. April 1180 in der Abtei Sainte Trinité zu Bapaume die Hochzeit der zehnjährigen Isabella mit dem fünfzehnjährigen König Philipp II. stattfinden konnte.
Zurück in Paris ließ Philipp (II.) seine neugeschlossene Ehe verlautbaren. Königin Adela widersetzte sich mit ihrer Champagne-Partei und rief sogar den englischen König Heinrich II., allerdings vergeblich, um Unterstützung an, musste aber schließlich die Entscheidung ihres Sohnes akzeptieren. Balduin V. betonte, um die Standesmäßigkeit seiner Tochter Isabella zu unterstreichen, dass er ein Nachfahre Karls des Großen war; somit sahen die Geschichtsschreiber seiner Zeit in dieser Heirat eine Vereinigung der Karolinger und der Kapetinger. Für Frankreich war außerdem wichtig, dass der flandrische Graf, der Onkel der jungen Königin, kinderlos und damit ohne Erben war.
Zu Christi Himmelfahrt (29. Mai) 1180 krönte Guy I. de Noyers, der Erzbischof von Sens, Isabella in der Basilika Saint-Denis. Sie wurde, als Ludwig VII. am 19. September 1180 starb, Königin von Frankreich. Angeblich bewunderte sie ihren Gatten, konnte jedoch nicht seine Zuneigung gewinnen. Sein Ehrgeiz galt vor allem der Politik. Troubadoure aus der Champagne und Provence, etwa Helimont, sangen der jungen Königin zu Ehren Lieder und veranstalteten für sie „Liebeshöfe“. In Paris stattete sie oft den Kirchen Besuche ab und spendete viel für die Armen.
Da Philipp August immer selbstbewusster eigenständig regieren wollte, verbündete sich der flandrische Graf, der Onkel der jungen Königin, noch 1180 mit der Champagne-Partei gegen ihn; es kam zu kriegerischen Handlungen. Doch konnte der französische König nach und nach die gegnerische Koalition sprengen. 1183 war im Wesentlichen nur noch Philipp von Flandern als Feind übriggeblieben, allerdings weiterhin von Balduin V. von Hennegau unterstützt. Seinem Schwiegervater drohte nun Philipp August an, seine Gattin zu verstoßen. Isabella musste den Königspalast verlassen und einige Zeit in Senlis zubringen. Eine dort einberufene Synode sollte die Ehe annullieren (März 1184). Als Vorwand diente, dass der König die Ehe mit Isabella noch nicht vollzogen habe. Die jugendliche Königin besuchte häufig die Kirchen von Senlis und zog als Büßerin, Gottes Gnade anrufend, durch die Straßen. Dadurch konnte sie ihre Beliebtheit bei den Untertanen so steigern, dass ihr Gatte, auch auf Druck seines Onkels väterlicherseits, Robert von Dreux, von einer Scheidung absah. Isabella bearbeitete ihren Vater, den sie in Pontoise traf, im Sinne ihres Gatten. Bald darauf besuchte Balduin auch seinen Schwiegersohn im Schloss Berthily. Der flandrische Graf, der mehrmals militärisch geschlagen worden war, akzeptierte im Vertrag von Boves (Juli 1185), dass der französische König weiterhin die Anwartschaft auf das Artois behielt und Amiens sowie Gebiete im Vermandois in Besitz nahm.
Das erste Kind Isabellas wurde am 5. September 1187 geboren und später als Ludwig VIII. König von Frankreich. Die erst 19-jährige Isabella starb am 15. März 1190 einen Tag nach der Geburt von Zwillingssöhnen (die ebenfalls nur vier Tage überlebten). Sie wurde, mit einem goldbestickten Messgewand bekleidet, in einer von Maurice de Sully, dem Bischof von Paris, der den abwesenden französischen König vertrat, geleiteten Zeremonie mit viel Pomp in Notre Dame de Paris begraben.

## Ehe und Nachkommen
Am 28. April 1180 heiratete Isabella den späteren französischen König (ab 1180) Philipp II. (* 1165 – † 1223). Mit ihm hatte sie drei Kinder:
- Ludwig VIII. der Löwe (* 5. September 1187; † 8. November 1226), König von Frankreich (1223 – 1226)

⚭ 1200 Blanka von Kastilien (1188–1252)
- Philipp (* 15. März 1190; † 18. März 1190)
- Robert (* 15. März 1190; † 18. März 1190)

Sie starb in Folge der Zwillingsgeburt am selben Tag.